# John Tansey
John Tansey (ou Johnny Tansey) est un acteur américain né le 8 octobre 1901 et mort le 28 avril 1971. Recruté dans l'équipe de D. W. Griffith dès l'âge de 6 ans, il a joué par la suite essentiellement des rôles d'enfant. Il a également réalisé trois films.

## Filmographie

### Comme acteur
- 1908 : L'Enfant et le Peau-rouge de D. W. Griffith : L'enfant
- 1909 : And a Little Child Shall Lead Them de D. W. Griffith
- 1909 : A Trap for Santa Claus de D. W. Griffith : Le fils Rogers

### Comme réalisateur
- 1924 : Wild and Wooly (court métrage)
- 1927 : Mine Your Business! (court métrage)
- 1930 : Romance of the West (en)